# Life Is Strange 2
Life Is Strange 2 je adventura rozdělená na epizody, vyvinutá studiem Dontnod Entertainment a vydaná společností Square Enix. Pět epizod vyšlo mezi zářím 2018 a prosincem 2019 pro PlayStation 4, Windows a Xbox One a později i pro Linux, macOS a Nintendo Switch. 

## Hratelnost
Hra je z pohledu třetí osoby, obsahuje zásadní rozhodnutí, která povedou k různým větvím příběhu.

## Synopse
Příběh hry, jakožto hlavního pokračování série Life Is Strange, představuje hispánské americké bratry Seana a Daniela, kteří cestují po západním pobřeží USA a prchají před policií poté, co mladší z bratrů objeví své telekinetické schopnosti.

## Vývoj
Po nečekaném úspěchu hry Life Is Strange (2015) začal v následujícím roce vývoj druhého pokračování. Pro pokračování se vrátil hlavní tvůrčí tým, který stál za původní hrou. Na rozdíl od původní hry tým zvolil strukturu road movie a inspiroval se filmy a romány jako Útěk do divočiny a O myších a lidech.
Ačkoli hra obsahuje nadpřirozené prvky, příběh je většinou založen na realitě a tým využil příležitosti k prozkoumání současných společenských problémů, jako je rasismus, násilí a fanatismus.
Hra byla odhalena v květnu 2017 a v červnu roku 2018 byla vydána bezplatná demoverze The Awesome Adventures of Captain Spirit, která měla představit nové prostředí.

## Vydání a ohlasy
Pět epizod vyšlo mezi zářím 2018 a prosincem 2019 pro PlayStation 4, Windows a Xbox One a později i pro Linux, macOS a Nintendo Switch.
Hra byla po vydání obecně kladně hodnocena. Kritici chválili příběh, vztah mezi Seanem a Danielem a hratelnost, zatímco přijetí zobrazených politických témat bylo rozdílné. Kritizováno bylo řídké rozvržení epizod a dialogy.
Hra získala několik nominací na ocenění na konci roku. Další díl ze série Life Is Strange: True Colors byl vydán v září 2021.